# جين باتون
جين باتون (بالإنجليزية: Gene Patton)‏ هو لاعب كرة قاعدة أمريكي، ولد في 8 يوليو 1926 في كوتسفيل في الولايات المتحدة، وتوفي في 25 يونيو 2009 في لانكستر في الولايات المتحدة.

## وصلات خارجية
- جين باتون على موقعبيزبول رفرنس.كوم (الدوري الرئيسي) (الإنجليزية)
- جين باتون على موقعبيزبول رفرنس.كوم (الدوري الثانوي) (الإنجليزية)